# Román Mayorga Rivas
Román Mayorga Rivas (León, Nicaragua, 1862 - San Salvador, El Salvador, 1925) fue un periodista y poeta nicaragüense. Es considerado el fundador del periodismo moderno en El Salvador.

## Biografía
Fue hijo del político Cleto Mayorga, y nieto del presidente Patricio Rivas. A la edad de doce años, arribó a la ciudad de San Salvador, El Salvador, y realizó sus estudios en el colegio de Hildebrando Martí y Anselmo Valdés. Ya en el año 1876 fundaba el periódico El cometa, al que siguieron Diario del cometa (1878) y El estudiante. A finales de 1879 retornó a Nicaragua y participó en la vida intelectual de su ciudad natal, León.
Entre 1884 y 1886, imprimió la obra antológica de tres tomos Guirnalda Salvadoreña que reúne datos biográficos y la obra de poetas salvadoreños. Para ese tiempo fundó en Nicaragua el periódico de gran formato El independiente de la ciudad de Granada, donde contrajo matrimonio.
Tras retornar a El Salvador, instituyó el periódico Diario del Salvador (1895-1932), uno de los más importantes de Centroamérica y el más moderno de esa época, y por el que llevó al país la primera imprenta Duplex. En ese medio colaboraron literatos como Francisco Gavidia, David J. Guzmán, Porfirio Barba Jacob (Ricardo Arenales) y José María Peralta Lagos.
En literatura, es considerado parte de la segunda vertiente del Romanticismo en El Salvador, según Luis Gallegos Valdés, y un importante promotor del Modernismo. Colaboró con poemas y artículos en medios nacionales, como en La revista ilustrada de Nueva York. Por su dominio del inglés, italiano, portugués y francés, realizó traducciones literarias. A partir de 1915 ingresó como miembro de la Academia Salvadoreña de la Lengua, donde ocupó la silla B, y ese año publicó su único libro de versos: Viejo y nuevo. Fue amigo de juventud de Rubén Darío y José Martí. 
Estuvo al frente de la Dirección General y Estadística en El Salvador, fungió como secretario de la Legación de Nicaragua en Washington D. C., subsecretario de Relaciones Exteriores e Instrucción Pública en Nicaragua, y enviado a la Conferencia Panamericana en Río de Janeiro, Brasil, por parte de El Salvador.